# Helen Richmond Young Reid
Pour les articles homonymes, voir Helen Reid.
Helen Richmond Young Reid (11 décembre 1869 - 8 juin 1941) est une réformatrice sociale canadienne et féministe. En 1935, elle est nommée commandeur de l'Ordre de l'Empire britannique en reconnaissance pour « l'œuvre de sa vie » axée sur la santé publique et l'éducation des femmes.

## Jeunesse
Helen Richmond Young Reid née à Montréal, au Québec, fille d'Eliza Ann McIntosh Reid et de Robert Reid. Sa mère travaille à l'église unitarienne et fut fondatrice du Montreal Woman's Club. Son père, né en Écosse, possède une entreprise prospère dans le granit et le marbre. Helen fait ses études à l'École de filles de Montréal. Avec plusieurs camarades de classe elle décide de postuler à l'Université McGill, même si l'école n'est alors pas ouverte aux étudiantes. Sa mère persuade Donald A. Smith de faire une contribution financière à l'université pour couvrir le coût des cours séparés pour les femmes. En 1884, Helen Reid est dans la première classe des « Donaldas », comme on désigne alors les femmes admises à McGill, avec Octavia Ritchie. Elle termine son cursus montréalais en 1889 et poursuivit ses études à l'Université de Genève.

## Carrière
Helen R. Reid et certains de ses camarades de classe de McGill ouvrent une maison d'établissement à Montréal, offrant un logement, des repas, des cours du soir et des activités de club pour les jeunes femmes dans les nouvelles communautés d'immigrants de la ville. En 1895, ils ouvrent la première bibliothèque pour enfants de la ville. Helen R. Reid siège alors au conseil d'administration du Conseil des femmes de Montréal (1900-1903) et aide à la création du chapitre montréalais de l'Ordre des infirmières de Victoria .
Helen R. Reid dirige la succursale de Montréal du Fonds patriotique féminin canadien pendant la Première Guerre mondiale et donne des conférences aux États-Unis sur son travail. Elle est honorée par George V pour son action en temps de guerre et reçoit aussi des médailles du gouvernement français et de la Croix-Rouge italienne. Après la guerre, elle contribue à la construction de l'École des sciences infirmières et de l'École de service social de McGill et est nommée directrice de ce dernier programme pendant quinze ans. Elle dirige également une clinique de santé pour les anciens combattants et leurs familles.
Helen Reid contribue à la rédaction de Femmes du Canada : leur vie et leur travail (Women of Canada: Their Life and Work), un livre produit dans le cadre de la participation du Canada à l'Exposition internationale de Paris en 1900. Elle rédige également War Relief in Canada (1917), A Social Study Along Health Lines (1920), The Ukrainian Canadiens (1931, avec Charles H. Young), Lest We Forget (1936) et The Japanese Canadians (1939, avec Charles H. Young). Elle est dirigeante de l'Association canadienne de santé publique, de la Family Welfare Association of America et du Conseil canadien du bien-être et siège au Conseil fédéral de la santé. Elle est présidente du Conseil des agences sociales de Montréal et de la Child Welfare Association.
En 1935, Helen Richmond Young Reid est nommée commandeur de l'Ordre de l'Empire britannique en reconnaissance de sa vie de « services philanthropiques dans le Dominion du Canada ». Elle est toujours active avec l'Ordre des infirmières de l'Ordre de Victoria en 1937.

## Vie privée
Malade, Helen Reid est aidée par une autre travailleuse sociale et amie Jane Wisdom. Elle décède en 1941, à l'âge de 71 ans. Une bourse de l'Université McGill porte son nom et sa bibliothèque est donnée à la bibliothèque de l'université à son décès. Certains de ses articles sont archivés au Musée McCord.